# Ghost of a Tale
Ghost of a Tale (litt. « [le] fantôme d'un conte », qui signifie avec un jeu de mots « l'ombre d'un conte/une queue ») est un jeu vidéo édité et développé par Lionel Gallat alias SeithCG. Il est sorti sur Microsoft Windows en accès anticipé de juillet 2016 jusqu'à la date de sortie finale, le 13 mars 2018. Sur consoles, le jeu est sorti le 12 mars 2019 sur Xbox One et PlayStation 4 et le 8 octobre 2020 sur Nintendo Switch.

## Trame
Tilo, un souriceau ménestrel, est enfermé pour sédition dans une prison gardé par des rats anthropomorphes. Il veut retrouver Merra, sa femme qui est emprisonnée ailleurs. Il devra donc s'évader du donjon de Fort Deruine tout en faisant preuve de discrétion. Il doit également découvrir ce qu'il est advenu de sa femme Merra qui a été séparée de lui lors de son emprisonnement.

## Système de jeu
Contrairement à beaucoup d'autres jeux d'infiltration, Ghost of a Tale ne propose pas de combats au cas où le joueur se fait repérer. Il faut ici faire preuve de ruse.

## Développement
Originaire de Perpignan, Lionel Gallat est un ancien animateur de DreamWorks et d'Universal. Il a entre autres réalisé les animations ou été directeur d'animation dans des films d'animation tels que Le Prince d'Égypte, Gang de requins ou encore Moi, Moche et Méchant. Après quinze ans dans l'industrie du cinéma d'animation (il est entré chez Dreamworks en 1998), le Français se remet en question et décide de tout plaquer en quittant Illumination Mac Guff pour se consacrer à son autre passion qu'est le jeu vidéo.
Lionel Gallat s'est occupé de 90 % du développement du jeu, que ce soit le design, le codage, ou encore la direction artistique. Au fur et à mesure du développement, cinq autres personnes, dont un développeur, un scénariste, ou encore un compositeur, sont venus lui prêter main-forte afin de terminer la version PC. Le bruitage et sound design du jeu sont réalisés par Nicolas Titeux.
Microsoft a repéré son projet et le jeu est disponible en game preview depuis 2016 sur Xbox One.
Avec l'aide de Seaven Studio, Lionel Gallat peaufine les versions Xbox One et Playstation 4. Les deux versions sont sorties le 12 mars 2019

## Accueil

### Critique
- Canard PC : 6/10[4]
- Gamekult : 8/10[5]
- Jeuxvideo.com : 17/20[6]
- Gameblog : 8/10[7]

### Récompenses
- Ping Awards 2018 : Ping Award du meilleur jeu indépendant et Mention spéciale - Graphismes, également nommé au Ping Award des meilleurs graphismes[8].